# (55873) Shiomidake
(55873) Shiomidake ist ein Asteroid des Hauptgürtels, der am 26. Oktober 1997 vom japanischen Astronomen Makio Akiyama an der Sternwarte in Mishima (IAU-Code 886) auf der Izu-Halbinsel in der Präfektur Shizuoka in Japan entdeckt wurde.
Der Himmelskörper wurde am 6. März 2004 nach dem Berg Shiomi-dake im Akaishi-Gebirge in der Präfektur Nagano benannt, der mit einer Höhe von 3047 m der neunthöchste Berg Japans ist und zu den 100 berühmten japanischen Bergen (日本百名山, Hyakumeizan) gehört.